# Danh sách quân chủ León

Huy hiệu của Vương quốc León cùng với phù hiệu hoàng gia.

Dưới đây là danh sách các vị quân vương của Vương quốc León, một trong ba vương quốc mà Alfonso III Đại đế phân chia cho ba người con trai của ông vào năm 910. Vị quân vương đầu tiên cai trị vương quốc León độc lập này là García I, con trai cả của Afonso III xứ Asturias, với phần lãnh thổ bao trùm lên gần như toàn bộ vùng Đông Bắc Tây Ban Nha và phía Bắc của Bồ Đào Nha ngày nay.

## Danh sách

### Nhà Astur-León
| Tên                  | Chân dung   | Sinh - mất                       | Thời gian cai trị         | Hôn nhân |
| -------------------- | ----------- | -------------------------------- | ------------------------- | --- |
| García I             | không khung | 870 – 19 tháng 3 năm 914         | 910 – 914                 | Muniadona Không có con                                                                                                  |
| Ordoño II            | không khung | c. 873 – Tháng 6 năm 924         | 914 – 924                 | Elvira Menéndez c. 892 5 người con Aragonta González 922 Không có con Sancha xứ Pamplona 923 Không có con               |
| Fruela II            | không khung | c. 875 – Tháng 7 năm 925         | 924 – 925                 | Nunilo Jimena trước năm 911 1/3 người con Urraca trước năm 917, 2 người con                                             |
| Alfonso IV Thầy tu   | không khung | c. 890 – tháng 8 năm 933         | 925 – 931                 | Onneca Sánchez xứ Pamplona 923 1 người con                                                                              |
| Ramiro II Ác quỷ     | không khung | c. 900 – Tháng 1 năm 951         | 931 – 5 tháng 1 năm 951   | Adosinda Gutiérrez Khoảng trước những năm 932/933 3 người con Urraca Sánchez 933/934 2 người con                        |
| Ordoño III           | không khung | c. 925 – 956                     | 951 – 956                 | Urraca Fernández 941 1 người con                                                                                        |
| Sancho I Gã mập      |             | c. 932 – 15/19 tháng 11 năm 958  | 956 – 958                 | Teresa Ansúrez 28 tháng 3 năm 959 1 người con                                                                           |
| Ordoño IV Xấu xa     | không khung | c. 926 – c. 962/963              | 958 – 960                 | Urraca Fernández c. 958 2 người con                                                                                     |
| Sancho I Gã mập      |             | c. 932 – 15/19 tháng 11 năm 958  | 960 – 966                 | Teresa Ansúrez 28 tháng 3 năm 959 1 người con                                                                           |
| Ramiro III           | không khung | 961 – 26 tháng 6 năm 985         | 966 – 984                 | Sancha Gómez c. 979 1 người con                                                                                         |
| Bermudo II Kẻ bị gút | không khung | Giữa các năm 949 và 953 – c. 999 | 984 – 999                 | Velasquita Ramírez Giữa 980 và ngày 11 tháng 10 năm 981 1 người con (?) Elvira García Cuối tháng 11 năm 991 3 người con |
| Alfonso V Quý tộc    | không khung | c. 998 – 7 tháng 8 năm 1028      | 999 – 1028                | Elvira Menéndez 1013 2 người con (?) Urraca Garcés 1023 1 người con                                                     |
| Bermudo III          | không khung | 1017 – 4 tháng 9 năm 1037        | 1028 – 4 tháng 9 năm 1037 | Jimena Sánchez trước 17 tháng 2 năm 1035 1 người con                                                                    |

### Nhà Jiménez
| Tên                 | Chân dung   | Sinh - mất                            | Thời gian cai trị                          | Hôn nhân |
| ------------------- | ----------- | ------------------------------------- | ------------------------------------------ | --- |
| Fernando I Vĩ đại   | không khung | c. 1015 – 24 tháng 12 năm 1065        | 4 tháng 9 năm 1037 – 24 tháng 12 năm 1065  | Sancha xứ León Tháng 10/11 năm 1032 5 người con (?) |
| Alfonso VI Dũng cảm | không khung | c. 1040/1041 – 1 tháng 7 năm 1109     | 24 tháng 12 năm 1066 – 12 tháng 1 năm 1072 | Agnés xứ Aquitaine 1069/1074 Không có con Constance xứ Bourgogne Trước ngày 8 tháng 5 năm 1080 6 người conBerta 25 tháng 1 năm 1093 Không có conIsabel Đầu năm 1100 Không có conBeatriz Tháng 1 năm 1108 (?) Có con nhưng không rõ là bao nhiêu |
| Sancho II Mạnh mẽ   | không khung | 1036/1038 – 6 tháng 10 năm 1072       | 12 tháng 1 năm 1072 – 7 tháng 10 năm 1072  | Alberta Không có con |
| Alfonso VI Dũng cảm | không khung | c. 1040/1041 – 1 tháng 7 năm 1109     | 7 tháng 10 năm 1072 – 1 tháng 7 năm 1109   | Agnés xứ Aquitaine 1069/1074 Không có con Constance xứ Bourgogne Trước ngày 8 tháng 5 năm 1080 6 người conBerta 25 tháng 1 năm 1093 Không có conIsabel Đầu năm 1100 Không có conBeatriz Tháng 1 năm 1108 (?) Có con nhưng không rõ là bao nhiêu |
| Urraca Liều lĩnh    | không khung | Tháng 4 năm 1079 – 8 tháng 3 năm 1126 | 1 tháng 7 năm 1109 – 8 tháng 3 năm 1126    | Raymond xứ Bourgogne Khoảng giữa 2 năm 1091 và 1092 2 người con Alifonso Vua chiến binh Đầu tháng 10 năm 1109 2 người con |

### Nhà Bourgogne
| Tên                  | Chân dung   | Sinh – mất                                   | Thời gian cai trị                         | Hôn nhân |
| -------------------- | ----------- | -------------------------------------------- | ----------------------------------------- | --- |
| Alfonso VII Hoàng đế | không khung | 1 tháng 3 năm 1105 – 21 tháng 8 năm 1157     | 10 tháng 3 năm 1126 – 21 tháng 8 năm 1157 | Constance xứ Bourgogne 10/17 tháng 10 năm 1128 7 người conRyksa của Ba Lan Giữa tháng 10 và tháng 12 năm 1152 2 người con                                       |
| Fernando II          | không khung | 1137 – 22 tháng 1 năm 1188                   | 21 tháng 8 năm 1157 – 22 tháng 1 năm 1188 | Urraca của Bồ Đào Nha Tháng 5/6 năm 1165 1 người conTeresa Fernández xứ Traba 7 tháng 10 năm 1178 2 người con Urraca López xứ Haro Tháng 5 năm 1187 2 người con |
| Alfonso IX           | không khung | 15 tháng 8 năm 1171 – 23/24 tháng 9 năm 1230 | 22 tháng 1 năm 1188 – 24 tháng 9 năm 1230 | Teresa của Bồ Đào Nha 15 tháng 2 năm 1191 3 người con Berenguela I của Castilla 17 tháng 11 năm 1197 5 người con                                                |
| Sancha               |             | 1191/1192 – trước năm 1243                   | Tháng 9 năm 1230                          | Không có |

#### Vua xứ Castilla và León
| Tên                                                 | Chân dung   | Sinh - mất                                | Thời gian cai trị                            | Hôn nhân |
| --------------------------------------------------- | ----------- | ----------------------------------------- | -------------------------------------------- | --- |
| Fernando III Thánh                                  | không khung | 1199/1201 – 30 tháng 5 năm 1252           | 31 tháng 8 năm 1217 – 30 tháng 5 năm 1252    | Beatrix xứ Schwaben 30 tháng 11 năm 1219 10 người con Jeanne xứ Ponthieu Tháng 10 năm 1237 5 người con                                             |
| Alfonso X Khôn ngoan/ Nhà chiêm tinh                | không khung | 23 tháng 11 năm 1221 – 4 tháng 4 năm 1284 | 1 tháng 6 năm 1252 – 4 tháng 4 năm 1284      | Violante xứ Aragón Tháng 1 năm 1249 11 người con                                                                                                   |
| Sancho IV Dũng cảm                                  | không khung | 12 tháng 5 năm 1258 – 25 tháng 4 năm 1295 | 4 tháng 4 năm 1284 – 25 tháng 4 năm 1295     | María xứ Molina 1282 7 người con |
| Fernando IV Kẻ bị triệu tập                         | không khung | 6 tháng 12 năm 1285 – 7 tháng 9 năm 1312  | 25 tháng 4 năm 1295 – 7 tháng 9 năm 1312     | Constança của Bồ Đào Nha 23 tháng 1 năm 1302 3 người con                                                                                           |
| Alfonso XI Báo thù                                  | không khung | 13 tháng 8 năm 1311 – 26 tháng 3 năm 1350 | 7 tháng 9 năm 1312 – 26 tháng 3 năm 1350     | Constança Manuel 1325 Không có con María của Bồ Đào Nha 24 tháng 6 năm 1328 2 người con                                                            |
| Pedro Tàn bạo, Công bằng                            | không khung | 30 tháng 8 năm 1334 – 23 tháng 3 năm 1369 | 26/27 tháng 3 năm 1350 – 23 tháng 3 năm 1366 | María xứ Padilla 1353 (trong bí mật) 4 người con Blanche nhà Bourbon 3 tháng 6 năm 1353 Không có con Juana de Castro Mùa xuân năm 1354 1 người con |
| Enrique II Enrique nhà Trastámara, Kẻ giết anh trai | không khung | 13 tháng 1 năm 1334 – 29 tháng 9 năm 1379 | 13 tháng 3 năm 1366 – 3 tháng 4 năm 1367     | Juana Manuel 27 tháng 7 năm 1350 3 người con |
| Pedro Tàn bạo, Công bằng                            | không khung | 30 tháng 8 năm 1334 – 23 tháng 3 năm 1369 | 3 tháng 4 năm 1367 – 23 tháng 3 năm 1369     | María xứ Padilla 1353 (trong bí mật) 4 người con Blanche nhà Bourbon 3 tháng 6 năm 1353 Không có con Juana de Castro Mùa xuân năm 1354 1 người con |

### Nhà Trastrámara
| Tên                                                 | Chân dung   | Sinh – mất                                 | Thời gian cai trị                           | Hôn nhân |
| --------------------------------------------------- | ----------- | ------------------------------------------ | ------------------------------------------- | --- |
| Enrique II Enrique nhà Trastámara, Kẻ giết anh trai | không khung | 13 tháng 1 năm 1334 – 29 tháng 9 năm 1379  | 23 tháng 3 năm 1369 – 29 tháng 5 năm 1379   | 27 tháng 7 năm 1350 3 người con                                                                                         |
| Juan I                                              | không khung | 24 tháng 8 năm 1358 – 9 tháng 10 năm 1390  | 29 tháng 5 năm 1379 – 9 tháng 10 năm 1390   | Leonor xứ Aragón 18 tháng 6 năm 1375 3 người con Beatriz của Bồ Đào Nha 17 tháng 5 năm 1383 Không có con                |
| Enrique III Người chịu tang                         | không khung | 4 tháng 10 năm 1379 – 25 tháng 12 năm 1406 | 9 tháng 10 năm 1390 – 25 tháng 12 năm 1406  | Catherine xứ Lancaster 17 tháng 9 năm 1388 3 người con                                                                  |
| Juan II                                             | không khung | 6 tháng 3 năm 1405 – 20 tháng 7 năm 1454   | 25 tháng 12 năm 1406 – 20 tháng 7 năm 1454  | María xứ Aragon 20 tháng 10 năm 1418 4 người con Isabel của Bồ Đào Nha 22 tháng 7 năm 1447 2 người con                  |
| Enrique IV Kẻ bất lực                               | không khung | 5 tháng 12 năm 1425 – 11 tháng 12 năm 1474 | 22 tháng 7 năm 1454 – 11 tháng 12 năm 1474  | Blanca II xứ Navarra 16 tháng 9 năm 1440 Không có con Joana của Bồ Đào Nha 21 tháng 5 năm 1455 Không có con/1 người con |
| Isabel I Công giáo                                  | không khung | 22 tháng 4 năm 1451 – 26 tháng 11 năm 1504 | 11 tháng 12 năm 1474 – 26 tháng 11 năm 1504 | Ferrando II xứ Aragón 19 tháng 10 năm 1469 7 người con                                                                  |
| Juana I Bà Chúa điên                                | không khung | 6 tháng 11 năm 1479 – 12 tháng 4 năm 1555  | 26 tháng 11 năm 1504 – 12 tháng 4 năm 1555  | Felipe I xứ Castilla 20 tháng 10 năm 1496 6 người con                                                                   |
| Carlos I Hoàng đế                                   | không khung | 24 tháng 10 năm 1500 – 21 tháng 9 năm 1558 | 14 tháng 3 năm 1516 – 16 tháng 1 năm 1556   | Isabel của Bồ Đào Nha 11 tháng 3 năm 1526 7 người con                                                                   |